# Oskar Merikanto
Frans Oskar Merikanto (Helsinki, 5 de agosto de 1868—Oitti, Hausjärvi-Finlandia, 17 de febrero de 1924) fue un compositor, crítico musical, pianista y organista finlandés. Organista en Helsinki desde 1892 y director de la orquesta de la Ópera finlandesa de 1911 a 1922, su repertorio está integrado por canciones, obras para piano, órgano, música incidental y tres óperas.

## Biografía
Fue hijo de Frans Ferdinand Kanto y Anna Helena Merikanto, en un principio su nombre era Frans Oskar Mattson, pero tras unirse al servicio militar de su país se cambió el apellido a Merikanto; Meri significa Mar en finés, una referencia a un viaje de Vaasa en la costa finlandesa a Helsinki la capital de Finlandia, y Kanto es el apellido original proveniente de su padre.
Estudió en el Conservatorio de Leipzig en Alemania, donde sus maestros fueron Carl Reinecke, Theodor Coccius, Robert Papperitz, Willy Rechenberg y Gustav Schreck. Dio conciertos alrededor de Finlandia y compuso canciones principalmente para piano, aunque también hacia canciones para órgano. En 1893 tuvo un hijo, Aarre Merikanto, quien años más tarde también se convertiría en compositor.
En 1898 estrenó una de sus obras más populares, titulada Valse Lente Op.33 en Fa Mayor. Un siglo más tarde esta obra fue incluida el álbum Finlandia - Finnish Music 1 del año 1986.
En los últimos años estuvo afectado de una enfermedad cardiaca, que finalmente le provocó la muerte en 1924, a la edad de 55 años, en Oitti, Hausjärvi y fue sepultado en el Cementerio de Hietaniemi.

## Trabajos
- Doncella del Norte (1898)
- Valse Lente Op.33 en Fa Mayor (1898)
- Barcarolle Op.65
- Idilio Op.75
- Nälkämaan laulu (1911)